# Charles Cochran Kirkpatrick

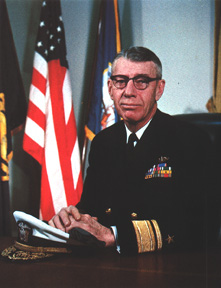
Charles Cochran Kirkpatrick

Charles Cochran Kirkpatrick (* 20. Juni 1907 in San Angelo, Tom Green County, Texas; † 12. März 1988 in Kerrville, Kerr County, Texas) war ein Konteradmiral der United States Navy. Er war unter anderem Leiter (Superintendent) der United States Naval Academy (USNA).

## Leben
Er war ein Sohn von Charles Cochran Kirkpatrick Sr. (1860–1929) und dessen Frau Elizabeth Snyder (1867–1929). Im Jahr 1931 absolvierte er die United States Naval Academy in Annapolis in Maryland. In der amerikanischen Kriegsmarine durchlief er anschließend alle Offiziersränge bis zum Konteradmiral.
Die ersten zwei Dienstjahre als Offizier der Navy verbrachte er an Bord des Schlachtschiffs USS Pennsylvania. Anschließend absolvierte er eine Schulung zum U-Boot-Offizier. Im weiteren Verlauf der 1930er Jahre diente er auf U-Booten bzw. auf U-Boot-Stützpunkten. Im Jahr 1938 wurde er zum Stab der Marineakademie versetzt, dem er bis 1939 angehörte. Anschließend wurde er Flaggoffizier eines Zerstörer-Kommandos (DesBatFor für Destoyer Battle Force).
Nach dem amerikanischen Eintritt in den Zweiten Weltkrieg erhielt er im Jahr 1942 das Kommando über das U-Boot USS Triton, mit dem er im pazifischen Raum eingesetzt und an der Versenkung mehrerer japanischer Schiffe beteiligt war. Die USS Triton wurde im März 1943 von japanischen Zerstörern versenkt. Zu diesem Zeitpunkt war Kirkpatrick schon nicht mehr deren Kapitän. Er wurde zwischenzeitlich zum Stab von Admiral Ernest J. King, dem Oberbefehlshaber der amerikanischen Kriegsmarine, versetzt. Dann erhielt er im Jahr 1944 das Kommando über die USS Shea, ein neu in Dienst gestelltes Minenräumschiff, das ebenfalls im Pazifik operierte. Es war an der Schlacht um Okinawa beteiligt, wobei es schwer beschädigt wurde, und 75 Tote zu beklagen hatte.
Nach dem Ende des Krieges war Kirkpatrick unter anderem Erster Offizier (Executive Officer) auf dem Schlachtschiff USS Wisconsin und Dozent für Maritime Wissenschaft (Associate Professor of Naval Science) an der University of Colorado. Bis zum Jahr 1956 nahm er weitere Aufgaben wahr, wozu auch das Kommando über die U-Boot-Division 81 (Submarine-Division 81) und Aufgaben in den Stäben des Supreme Allied Commander Atlantic (SACLANT) und des Hauptquartiers der United States Atlantic Fleet (USLANTFLT) gehörten. Anschließend gehörte er auch dem Stab der Joint Chiefs of Staff an.
Im Jahr 1956 erhielt Charles Kirkpatrick das Kommando über den Kreuzer USS Bremerton. Wenig später wurde er Stabschef des U.S. Taiwan Defense Command. Daran schloss sich eine Versetzung zum Hauptquartier der Marine in Washington, D.C. an, wo er zwischen 1957 und 1960 deren Stabsabteilung für das Nachrichtenwesen leitete (chief information Department Navy, United States Navy, Washington, 1957–1960). Danach leitete er bis zum Jahr 1961 die Amphibious Group I, die der Pazifikflotte unterstand. Anschließend leitete er bis zum Jahr 1962 die Ausbildungsabteilung der Pazifikflotte (commander Training Command, United States Pacific Fleet).
Am 18. August 1962 übernahm Charles Kirkpatrick als Nachfolger von John F. Davidson als Superintendent die Leitung der Marineakademie in Annapolis. Dieses Amt bekleidete er bis zum 11. Januar 1964, als Charles S. Minter Jr. seine Nachfolge antrat. In der Folge war er unter Beförderung zum Vizeadmiral als Leiter der Personalverwaltung der Navy vorgesehen (Chief of Naval Personnel). Aufgrund eines Herzinfarkts kam es dazu aber nicht mehr. Stattdessen trat er aus gesundheitlichen Gründen in den Ruhestand.
Er verbrachte seinen Lebensabend zunächst in Florida und später in der Stadt Kerrville in Texas. Der seit 1932 mit Lalla Branch (1910–1993) verheiratete Offizier starb am 12. März 1988 und wurde auf dem Friedhof der Marineakademie in Annapolis beigesetzt.

## Orden und Auszeichnungen
Charles Kirkpatrick erhielt im Lauf seiner militärischen Laufbahn unter anderem folgende Auszeichnungen:
- Navy Cross
- Defense Distinguished Service Medal
- Navy Distinguished Service Medal
- Army Distinguished Service Medal
- Silver Star
- Legion of Merit
- Navy Commendation Medal
- Purple Heart
- Navy Unit Commendation